# Plymouth (Califòrnia)
Plymouth és una població dels Estats Units a l'estat de Califòrnia. Segons el cens del 2007 tenia 1.050 habitants.

## Demografia
Segons el cens del 2000, Plymouth tenia 980 habitants, 392 habitatges, i 272 famílies. La densitat de població era de 411,3 habitants/km².
Dels 392 habitatges en un 36,2% hi vivien nens de menys de 18 anys, en un 48,2% hi vivien parelles casades, en un 17,6% dones solteres, i en un 30,6% no eren unitats familiars. En el 25,8% dels habitatges hi vivien persones soles el 13,5% de les quals corresponia a persones de 65 anys o més que vivien soles. El nombre mitjà de persones vivint en cada habitatge era de 2,5 i el nombre mitjà de persones que vivien en cada família era de 2,99.
Per edats la població es repartia de la següent manera: un 29,3% tenia menys de 18 anys, un 5,2% entre 18 i 24, un 26,2% entre 25 i 44, un 22,4% de 45 a 60 i un 16,8% 65 anys o més.
L'edat mediana era de 39 anys. Per cada 100 dones de 18 o més anys hi havia 78,1 homes.
La renda mediana per habitatge era de 37.262 $ i la renda mediana per família de 43.611 $. Els homes tenien una renda mediana de 32.411 $ mentre que les dones 23.875 $. La renda per capita de la població era de 16.197 $. Entorn del 9,3% de les famílies i el 10,4% de la població estaven per davall del llindar de pobresa.

## Poblacions més properes
El següent diagrama mostra les poblacions més properes.